# My Dead Friend Zoe
My Dead Friend Zoe es una película de comedia dramática estadounidense de 2024, dirigida por Kyle Hausmann-Stokes. Está protagonizada por Sonequa Martin-Green, Natalie Morales, Gloria Reuben, Utkarsh Ambudkar, Morgan Freeman y Ed Harris.
Se estrenó en South by Southwest el 9 de marzo de 2024 y en cines en Estados Unidos el 28 de febrero de 2025.

## Reparto
- Sonequa Martin-Green como Merit
- Natalie Morales como Zoe
- Ed Harris como Dale
- Morgan Freeman como Dr. Cole
- Gloria Reuben como Kris
- Utkarsh Ambudkar como Alex

## Producción
Kyle Hausmann-Stokes dirigió la película en su debut en el largometraje. Escrita por Hausmann-Stokes, A. J. Bermudez y Cherish Chen, la historia se inspiró en el tiempo que Hausmann-Stokes sirvió cinco años en Irak como paracaidista y comandante de convoy. Según Variety, la película es la primera en ser financiada con créditos fiscales de energía verde bajo un modelo innovador creado por Mike Field y Ray Maiello en Radiant Media Studios (Maiello produjo la película). Radiant Media Studios trajo al ala cerrada de los Kansas City Chiefs, Travis Kelce, al proyecto como productor ejecutivo. Legion M cofinanció el proyecto bajo su modelo de financiación colectiva.
En mayo de 2023, se informó que Ed Harris, Sonequa Martin-Green y Natalie Morales habían sidoelegidos para la película. En junio de 2023, se anunció que Morgan Freeman, Gloria Reuben y Utkarsh Ambudkar se unieron al elenco en papeles principales.
El rodaje se realizó en Portland, Forest Grove y Molalla en 2023. En septiembre de 2023, se anunció que el rodaje había concluido.

## Estreno
La película se estrenó en South by Southwest el 9 de marzo de 2024, donde ganó el Premio del Público. En junio de 2024, Briarcliff Entertainment adquirió la película. El 19 de octubre, ganó el premio del Gran Jurado a la Mejor Narrativa de Largometraje en el Festival de Cine de Woodstock.
Se estrenó en cines en Estados Unidos el 28 de febrero de 2025.

## Recepción
En el sitio web agregador de reseñas Rotten Tomatoes, el 100% de las 18 reseñas de los críticos son positivas, con una calificación promedio de 7.9 sobre 10. Metacritic, que utiliza un promedio ponderado, le asignó a la película una puntuación de 72 sobre 100, basada en 5 críticos, lo que indica reseñas «generalmente favorables».
Valerie Complex de Deadline Hollywood calificó la película como «un poderoso testimonio de la resiliencia del espíritu humano». Matt Donato, de Collider, elogió la actuación de Martin-Green, mientras que Brian Tallerico, de RogerEbert.com, también elogió a Harris, describiéndolo como «uno de nuestros mejores actores vivos» en el reparto secundario.

## Calificaciones
| Sitio           | Calificación | Calificación     | Calificación | Ref.   |
| Sitio           | Estrellas    | Estrellas        | Votos        | Ref.   |
| --------------- | ------------ | ---------------- | ------------ | ------ |
| IMDb            | 7.1 de 10    | 7.1/10 estrellas | 278          | [ 17 ] |
| Rotten Tomatoes | - de 5       | 0/5 estrellas    | -            | [ 12 ] |